# Matracão
O matracão (Batara cinerea) é uma espécie de ave passeriforme da família Thamnophilidae, também conhecido como borralhara e matraca.
Pode ser encontrada no Brasil e no Paraguai.
Os seus habitats naturais são: regiões subtropicais ou tropicais úmidas de alta altitude e florestas secundárias altamente degradadas.
Maior representante da família thamnophilidae, mede 34 cm de comprimento. Ave de cauda longa, os machos têm topete negro e dorso listrado de branco e as fêmeas dorso pardo com listras negras. É inconfundível em campo pelo porte e pelo padrão característico da plumagem.

## Nomes populares
O nome matracão foi selecionado como nome vernáculo técnico para a espécie pelo Comitê Brasileiro de Registros Ornitológicos (CBRO) em 2021.